# Episodi di Metropolitan Police (settima stagione)
La settima stagione della serie televisiva Metropolitan Police è stata trasmessa in anteprima nel Regno Unito dalla Independent Television tra il 1º gennaio 1991 e il 31 dicembre 1991.
| nº  | Titolo originale                   | Titolo italiano | Prima TV UK       | Prima TV Italia |
| --- | ---------------------------------- | --------------- | ----------------- | --------------- |
| 1   | Grief                              |                 | 1º gennaio 1991   |                 |
| 2   | The Chase                          |                 | 3 gennaio 1991    |                 |
| 3   | The Attack                         |                 | 8 gennaio 1991    |                 |
| 4   | Crown v Cooper                     |                 | 10 gennaio 1991   |                 |
| 5   | The Girl Can't Help It             |                 | 15 gennaio 1991   |                 |
| 6   | Machines                           |                 | 17 gennaio 1991   |                 |
| 7   | Loophole                           |                 | 22 gennaio 1991   |                 |
| 8   | Bottle                             |                 | 24 gennaio 1991   |                 |
| 9   | Samaritan                          |                 | 29 gennaio 1991   |                 |
| 10  | Fear or Favour                     |                 | 31 gennaio 1991   |                 |
| 11  | Start to Finish                    |                 | 5 febbraio 1991   |                 |
| 12  | Night and Day                      |                 | 7 febbraio 1991   |                 |
| 13  | Favours                            |                 | 12 febbraio 1991  |                 |
| 14  | In Chambers                        |                 | 14 febbraio 1991  |                 |
| 15  | Kids Don't Cry Anymore             |                 | 19 febbraio 1991  |                 |
| 16  | Too Many Chiefs                    |                 | 21 febbraio 1991  |                 |
| 17  | Every Mother's Son                 |                 | 26 febbraio 1991  |                 |
| 18  | Furthers                           |                 | 28 febbraio 1991  |                 |
| 19  | Closing the Net                    |                 | 5 marzo 1991      |                 |
| 20  | The Public Interest                |                 | 7 marzo 1991      |                 |
| 21  | Photo Finish                       |                 | 12 marzo 1991     |                 |
| 22  | Just Deserts                       |                 | 14 marzo 1991     |                 |
| 23  | Receiving                          |                 | 19 marzo 1991832  |                 |
| 24  | The Better Part of Valour          |                 | 21 marzo 1991     |                 |
| 25  | Double or Quits                    |                 | 26 marzo 1991     |                 |
| 26  | We Could Be Heroes                 |                 | 28 marzo 1991     |                 |
| 27  | Cold Turkey (Part 1)               |                 | 2 aprile 1991     |                 |
| 28  | Cold Turkey (Part 2)               |                 | 4 aprile 1991     |                 |
| 29  | Now We're Motoring                 |                 | 9 aprile 1991     |                 |
| 30  | Dead Man's Boots                   |                 | 11 aprile 1991    |                 |
| 31  | Caught Napping                     |                 | 16 aprile 1991    |                 |
| 32  | Hammer to Fall                     |                 | 18 aprile 1991    |                 |
| 33  | Cry Havoc                          |                 | 23 aprile 1991    |                 |
| 34  | Rules of Engagement                |                 | 25 aprile 1991    |                 |
| 35  | Delivery on Time                   |                 | 30 aprile 1991    |                 |
| 36  | Black Monday                       |                 | 2 maggio 1991     |                 |
| 37  | Jobs for the Boys                  |                 | 7 maggio 1991     |                 |
| 38  | Without Consent                    |                 | 9 maggio 1991     |                 |
| 39  | Saints and Martyrs                 |                 | 14 maggio 1991    |                 |
| 40  | Observation                        |                 | 16 maggio 1991    |                 |
| 41  | The Greater Good                   |                 | 21 maggio 1991    |                 |
| 42  | The Best You Can Buy               |                 | 23 maggio 1991    |                 |
| 43  | Addict                             |                 | 25 maggio 1991    |                 |
| 44  | Black Mark                         |                 | 30 maggio 1991    |                 |
| 45  | The Right Thing to Do              |                 | 4 giugno 1991     |                 |
| 46  | The Harder They Fall               |                 | 6 giugno 1991     |                 |
| 47  | Something Personal                 |                 | 11 giugno 1991    |                 |
| 48  | Hijack                             |                 | 13 giugno 1991    |                 |
| 49  | With Intent                        |                 | 18 giugno 1991    |                 |
| 50  | Initiative                         |                 | 20 giugno 1991    |                 |
| 51  | Careless Whispers                  |                 | 25 giugno 1991    |                 |
| 52  | Minimum Force                      |                 | 27 giugno 1991    |                 |
| 53  | Skeletons                          |                 | 2 luglio 1991     |                 |
| 54  | Targets                            |                 | 4 luglio 1991     |                 |
| 55  | The Negotiator                     |                 | 9 luglio 1991     |                 |
| 56  | Reputations                        |                 | 11 luglio 1991    |                 |
| 57  | The Juggler and the Fortune Teller |                 | 16 luglio 1991    |                 |
| 58  | Joey                               |                 | 18 luglio 1991    |                 |
| 59  | Your Shout                         |                 | 23 luglio 1991    |                 |
| 60  | Ladykiller                         |                 | 25 luglio 1991    |                 |
| 61  | A Corporal of Horse                |                 | 30 luglio 1991    |                 |
| 62  | Cause and Effect                   |                 | 1º agosto 1991    |                 |
| 63  | Getting Involved                   |                 | 6 agosto 1991     |                 |
| 64  | Benefit of the Doubt               |                 | 8 agosto 1991     |                 |
| 65  | Crack-Up                           |                 | 13 agosto 1991    |                 |
| 66  | The Last Laugh                     |                 | 15 agosto 1991    |                 |
| 67  | Access                             |                 | 20 agosto 1991    |                 |
| 68  | Six of One                         |                 | 22 agosto 1991    |                 |
| 69  | Married to the Job                 |                 | 27 agosto 1991    |                 |
| 70  | Domestic                           |                 | 29 agosto 1991    |                 |
| 71  | Stress Rules                       |                 | 3 settembre 1991  |                 |
| 72  | They Also Serve                    |                 | 5 settembre 1991  |                 |
| 73  | Inside Job                         |                 | 10 settembre 1991 |                 |
| 74  | Bones of Contention                |                 | 12 settembre 1991 |                 |
| 75  | Wide of the Mark                   |                 | 17 settembre 1991 |                 |
| 76  | Hitting the Mark                   |                 | 19 settembre 1991 |                 |
| 77  | Bending the Rules                  |                 | 24 settembre 1991 |                 |
| 78  | Skint                              |                 | 26 settembre 1991 |                 |
| 79  | Friday and Counting                |                 | 1º ottobre 1991   |                 |
| 80  | Lest We Forget                     |                 | 3 ottobre 1991    |                 |
| 81  | Nutters                            |                 | 8 ottobre 1991    |                 |
| 82  | Downtime                           |                 | 10 ottobre 1991   |                 |
| 83  | Out of Order                       |                 | 15 ottobre 1991   |                 |
| 84  | Empire Building                    |                 | 17 ottobre 1991   |                 |
| 85  | Innocence                          |                 | 22 novembre 1991  |                 |
| 86  | Losing It                          |                 | 24 ottobre 1991   |                 |
| 87  | Shots                              |                 | 29 ottobre 1991   |                 |
| 88  | The Square Peg                     |                 | 31 ottobre 1991   |                 |
| 89  | A Question of Confidence           |                 | 5 novembre 1991   |                 |
| 90  | Balls in the Air                   |                 | 7 novembre 1991   |                 |
| 91  | The Taste                          |                 | 12 novembre 1991  |                 |
| 92  | Turning Back the Clock             |                 | 14 novembre 1991  |                 |
| 93  | Discretion                         |                 | 19 novembre 1991  |                 |
| 94  | Chapter and Verse                  |                 | 21 novembre 1991  |                 |
| 95  | The Whole Truth                    |                 | 26 novembre 1991  |                 |
| 96  | Profit and Loss                    |                 | 28 novembre 1991  |                 |
| 97  | Thicker Than Water                 |                 | 3 dicembre 1991   |                 |
| 98  | On the Take                        |                 | 5 dicembre 1991   |                 |
| 99  | Caring                             |                 | 10 dicembre 1991  |                 |
| 100 | The Sorcerer's Apprentice          |                 | 12 dicembre 1991  |                 |
| 101 | Imposters                          |                 | 17 dicembre 1991  |                 |
| 102 | A Woman Scorned                    |                 | 19 dicembre 1991  |                 |
| 103 | Vital Statistics                   |                 | 24 dicembre 1991  |                 |
| 104 | Decent People                      |                 | 26 dicembre 1991  |                 |
| 105 | Breakout                           |                 | 31 dicembre 1991  |                 |